# Josef Arnošt Ryba
Josef Arnošt Ryba (22. března 1795 Rožmitál pod Třemšínem – 1. března 1856 Praha) byl český oční lékař. Byl synem hudebního skladatele Jakuba Jana Ryby.

## Život

### Rodinný život
Byl třetím synem ze třinácti dětí Jakuba Jana Ryby a Anny, rozené Laglerové (dva starší zemřeli v dětském věku a je ho tedy možno považovat za nejstaršího). Studoval na akademickém gymnáziu v Praze a pak lékařství na pražské univerzitě. Při studiu působil jako asistent na oční klinice.
Dne 4. 9. 1844 se oženil s vdovou Rosalií Veselou, provdanou Zumberskou (1813–1883). Manželé vychovávali čtyři vlastní děti. Dceru své manželky z prvního manželství Rosalii Zumberskou Josef Arnošt Ryba adoptoval. Z vlastních dětí se syn Josef Mikuláš Ryba (1852–1929) stal roku 1878 lékařem. Dcera Gabriela se provdala za historika Františka Augustina Slavíka. Jejich syn František Slavík byl rektorem Karlovy Univerzity.

### Kariéra lékaře
Roku 1824 se stal doktorem lékařství, mimořádným profesorem očního lékařství a od roku 1828 stavovským očním lékařem. Léčil asi 40 tisíc nemocných a vykonal kolem 1200 operací.
Když v roce 1831 v Praze vypukla epidemie cholery, ošetřoval nemocné ve dvou okresech. V roce 1840 byl vyslán do Jindřichova Hradce, kde ve vojenském ústavu vypukl oční zápal, a roku 1848 z téhož důvodu do Josefova. V letech 1847–1849 byl děkanem lékařské fakulty.
Jeho vědecká práce se orientovala především do oblasti oftalmologie, ale psal také o choleře a o léčivých vodách Karlových Varů a Teplic. Je autorem publikace Karlsbad und seine Heilquellen (Karlovy Vary a jejich léčivé prameny), která vyšla v letech 1828, 1836 a 1844.

### Úmrtí

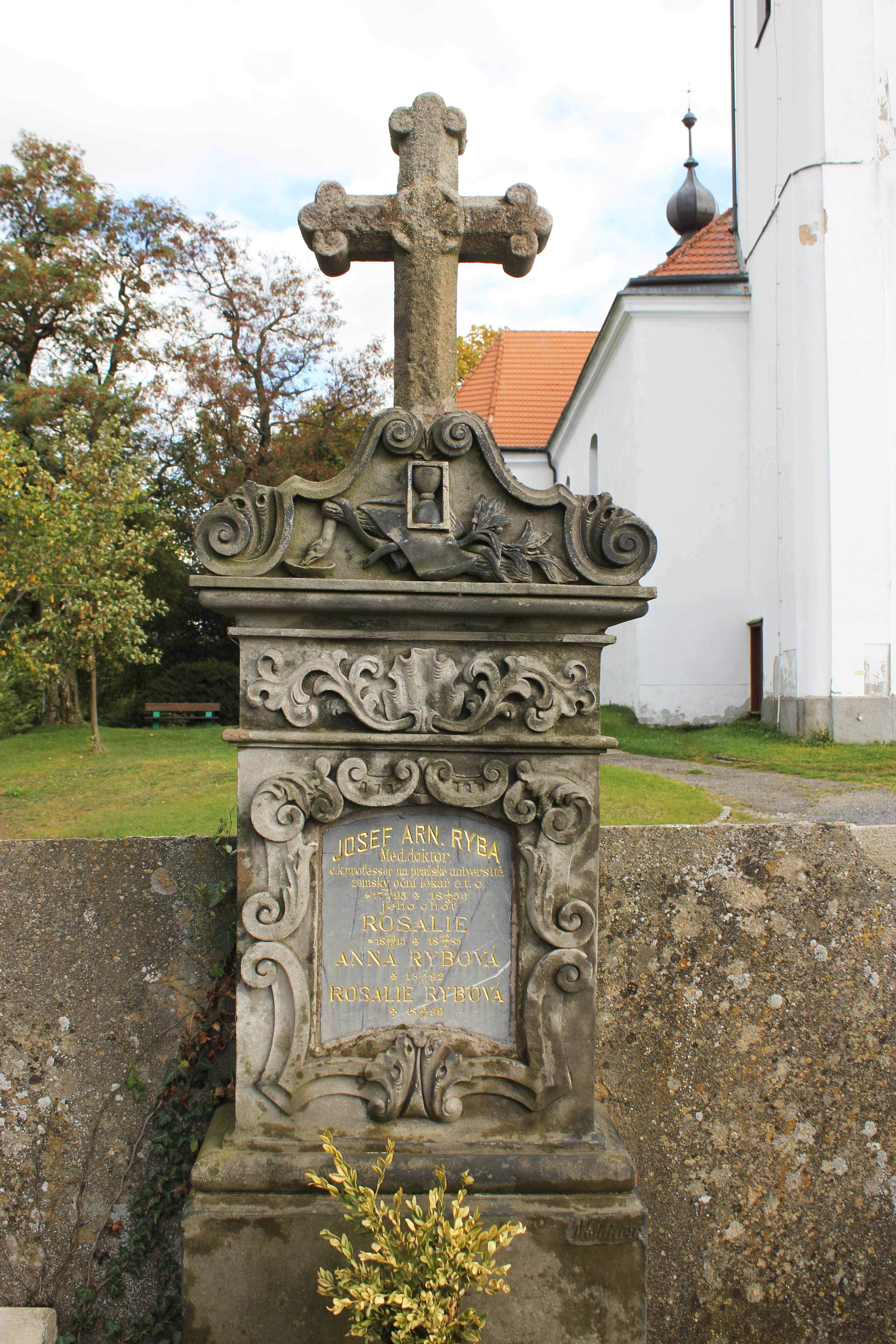
Rybův náhrobek

Jan Arnošt Ryba zemřel 1. března 1856 a byl pohřben na Olšanských hřbitovech v Praze. Roku 1993 byl náhrobní kámen přesunut na Starorožmitálský hřbitov do Rybova rodného Rožmitálu.